# Ipomoea bernouilliana
Ipomoea bernouilliana är en vindeväxtart som beskrevs av Albert Peter. Ipomoea bernouilliana ingår i släktet praktvindor, och familjen vindeväxter. Inga underarter finns listade i Catalogue of Life.